# Torneo de Marrakech 2023
El Grand Prix Hassan II 2023 será un torneo de tenis que perteneció a la ATP en la categoría de ATP Tour 250. Se disputó entre el 3 y el 9 de abril de 2023 sobre polvo de ladrillo en el Royal Tennis Club Club en Marrakech (Marruecos).

## Distribución de puntos
| Modalidad            | Campeón | Finalista | Semifinales | Cuartos de final | 2ª ronda | 1ª ronda | Clasificados | 2ª ronda de clasificación | 1ª ronda de clasificación |
| Individual masculino | 250     | 165       | 100         | 50               | 25       | 0        | 13           | 7                         | 0                         |
| Dobles masculino     | 250     | 150       | 90          | 45               | 20       | 0        | -            | -                         | -                         |

## Cabezas de serie

### Individuales masculino
| Tenista                 | Ranking | Preclasificado |
| Lorenzo Musetti         | 21      | 1              |
| Daniel Evans            | 29      | 2              |
| Botic van de Zandschulp | 32      | 3              |
| Tallon Griekspoor       | 36      | 4              |
| Maxime Cressy           | 37      | 5              |
| Richard Gasquet         | 40      | 6              |
| Benjamin Bonzi          | 49      | 7              |
| Nicolás Jarry           | 57      | 8              |

- Ranking del 20 de marzo de 2023.[2]

### Dobles masculino
| Tenista                            | Ranking | Preclasificado |
| Marcel Granollers Matwé Middelkoop | 38      | 1              |
| Juan Sebastián Cabal Robert Farah  | 47      | 2              |
| Alexander Erler Lucas Miedler      | 88      | 3              |
| Jérémy Chardy Fabrice Martin       | 136     | 4              |
| Maxime Cressy Albano Olivetti      | 138     | 5              |

## Campeones

### Individual masculino
Roberto Carballés venció a  Alexandre Müller por 4-6, 7-6(7-3), 6-2

### Dobles masculino
Marcelo Demoliner /  Andrea Vavassori vencieron a  Alexander Erler /  Lucas Miedler por 6-4, 3-6, [12-10]